# 294
Évszázadok: 2. század – 3. század – 4. század
Évtizedek: 240-es évek – 250-es évek – 260-as évek – 270-es évek – 280-as évek – 290-es évek – 300-as évek – 310-es évek – 320-as évek – 330-as évek – 340-es évek
Évek: 289 – 290 – 291 – 292 –  293 – 294 – 295 – 296 – 297 – 298 – 299

## Események

### Római Birodalom
- Constantius Chlorus és Galerius caesarokat választják consulnak.
- Constantius Chlorus az Alsó-Rajnánál élő, a szakadár Britanniával szövetséges frankok ellen vezet hadjáratot.
- Diocletianus az alföldi szarmaták ellen visel hadat és új erődrendszert építtet ellenük a Duna mentén (Ripa Sarmatica), többek között Aquincumban és Intercisában.
- Diocletianus megreformálja a római pénzrendszert. Bevezeti az argenteus ezüstpénzt, melynek ezüsttartalma kb. akkora, mint a Nero-korabeli denariusnak és amelyből 25 tesz ki egy aureust. Egy argenteus 8 follist (4% ezüsttartalmú bronzpénz) ér.

## Fordítás
- Ez a szócikk részben vagy egészben  a(z)   294 című angol Wikipédia-szócikk ezen változatának fordításán alapul.  Az eredeti cikk szerkesztőit annak laptörténete sorolja fel. Ez a jelzés csupán a megfogalmazás eredetét és a szerzői jogokat jelzi, nem szolgál a cikkben szereplő információk forrásmegjelöléseként.